# サンバージー2世
サンバージー2世（Sambhaji II, 1698年 5月23日 - 1760年12月18日）は、インドのデカン地方、コールハープル・マラーター王国の君主（在位：1714年 - 1760年）。

## 生涯
1698年5月23日、マラーター王国の君主ラージャーラームの息子として、パンハーラーで誕生した。
1714年8月2日、兄シヴァージー2世を投獄し、その王位とコールハープルの分国を継承した。その治世、首都をパンハーラーからコールハープルへと遷都した。
1731年4月13日、サンバージー2世はマラーター王国とワールナー条約を締結した。これにより、コールハープルは正式にマラーター王国から分離した。
1760年12月18日、サンバージー2世は継嗣なくして、ヴァドガーオンで死亡した。その2年後、1762年9月にシヴァージー3世が養子として迎えられ、王位を継承した。